# Крейг Олійник
Крейг Олі́йник (також — Крейг Олейник, англ. Craig Olejnik; 1 червня 1979, Галіфакс, Нова Шотландія, Канада) — канадський актор, найбільш відомий з ролі телепата й за сумісництвом — парамедика Тобі Логана в телесеріалі «Той, що читає думки».

## Кар'єра
До головної ролі в телесеріалі «Той, що читає думки» Крейг грал Джейка Беннета в телесеріалі «Втікачі» й фільмах «Тринадцять привидів», «Музей Маргарити» і «Вовче озеро». Він також є продюсером, режисером і сценаристом фільму «Інтерв'ю із зомбі». Олійник є співвласником «Сирого полотна» — бару з вином і закусками/ художньої студії/ галереї в Ванкувері, відділення якого наступного року відкриються і в інших країнах. «Сире полотно» — це місце, де можна «поїсти, випити й зайнятися мистецтвом». Окрім іншого, заклад надає підтримку художникам в своєму співтоваристві.

## Фільмографія
| Рік       | Українська назва      | Оригінальна назва       | Роль                         | Примітки                                          |
| --------- | --------------------- | ----------------------- | ---------------------------- | ------------------------------------------------- |
| 1995      | Музей Маргарити       | Margaret's Museum       | Джиммі МакНіл                |                                                   |
| 1999      | Тінейджери — чаклуни  | Teen Sorcery            | Майкл Чармінг                | Відео                                             |
| 2001      | Дива.com              | So Weird                | Зак Стюарт                   | Епізод: «Mr. Magnetism»                           |
| 2001      | Вовче озеро           | Wolf Lake               | Шон                          | Епізод: «Meat the Parents» Епізод: «Soup to Nuts» |
| 2001      | Тринадцять привидів   | Thir13en Ghosts         | Ройс Клейтон, Терновий принц |                                                   |
| 2002      | Квітка та гранат      | Flower & Garnet         | Карл                         |                                                   |
| 2005      | Інтерв'ю із зомбі     | Interview with a Zombie | Інтерв'юер                   |                                                   |
| 2006      |                       | Obituary                | Люк                          | Телефільм                                         |
| 2006-2008 | Утікачі               | Runaway                 | Джейк Беннет                 | 8 епізодів                                        |
| 2007      | Божа вотчина          | In God's Country        | Френк                        | Телефільм                                         |
| 2009      | Табельник             | The Timekeeper          | Мартін Бішоп                 |                                                   |
| 2009-2014 | Той, хто читає думки  | The Listener            | Тобі Логан                   | Головна роль                                      |
| 2011      | Розслідування Мердока | Murdoch Mysteries       | Ніколас Дженкінс             | Епізод: «Upstairs, Downstairs»                    |

## Виноски
1. ↑  Amatangelo, Amy (June 4, 2009). «Craig Olejnik hears siren song of acting [Архівовано 16 вересня 2012 у Wayback Machine.]», Boston Herald. Retrieved on 2009-06-05.
2. 1 2  Yannick Bisson Does Double Duty and Directs an Upcoming Episode. newswire.ca. 16 серпня 2010. Архів оригіналу за 6 липня 2011. Процитовано 29 січня 2011.
3. ↑  ‘Murdoch’ mysteries revealed. tvguide.ca. Архів оригіналу за 6 липня 2011. Процитовано 29 січня 2011. {{cite web}}: Вказано більш, ніж один |deadlink= та |deadurl= (довідка)